# Капчиц, Анатолий Аронович
Анатолий Аронович Капчиц (12 августа 1936, Киев — 15 февраля 2023, Тула) — советский и российский учёный в области разработки боеприпасов, доктор технических наук, лауреат Государственной премии СССР (1983).
Родился 12 августа 1936 года в Киеве. После начала войны эвакуировался с семьёй в село Покровка Соль-Илецкого района Оренбургской области. Там учился в школах № 1 и № 2, золотой медалист.
В 1959 году окончил Тульский механический институт по специальности «Проектирование и производство металлических оболочек».
С 1959 по 2009 год работал на предприятии, которое сначала называлось НИИ-147, с 1966 года — «ТулгосНИИточмаш» («п/я Г-4575»), а в 1977 году было преобразовано в Научно-производственное объединение «Сплав» (г. Тула). Прошёл путь от инженера до заместителя начальника отдела № 6, главного научного сотрудника. С 1966 года руководитель группы, которая потом была преобразована в конструкторское бюро, а затем в сектор.
Один из руководителей при разработке боеприпасов к реактивным снарядам систем залпового огня «Град», «Град-1», «Ураган», ТОС-1 «Буратино», «Огонь», «Заграждение», к системам «Абрикос», «Волнение», «Возгорание», «Возбуждение», в том числе с использованием новых физических принципов, позволивших повысить эффективность и расширить тактический диапазон.
Доктор технических наук (2000).
Автор около 100 научных работ и 40 изобретений.
Государственная премия СССР 1983 года (в составе коллектива И. М. Арашкевич, Б. А. Белобрагин, Ю. А. Камчатников, А. А. Капчиц, Р. А. Кобылин) — за создание реактивного снаряда с боевой частью в снаряжении объемно-детонирующим составом (ОДС) для РСЗО 9К57 «Ураган».
Лауреат премии Правительства РФ (2004), премии им. С. И. Мосина (1971, за участие в разработке летательного аппарата). Заслуженный конструктор РФ (1997). Награждён медалями.
Умер в Туле 15 февраля 2023 года.